# Le Canard déchaîné (Niger)
Pour les articles homonymes, voir Le Canard déchaîné.
Le Canard déchaîné est un  journal nigérien d'investigation fondé en 2007 par son premier directeur Abdoulaye Tiemogo. Le journal s’est fait une réputation dans la dénonciation des pratiques de mal-gouvernance qui avaient cours dans le pays au cours des premières années de sa création. Ce qui a valu des ennuis judiciaires au directeur de publication avec le régime de l’époque. Il a ainsi été interpellé et écroué.

## Historique
À l’origine, c’était le Canard libéré fondé dans les années 2000 par le même Abdoulaye Tiemogo. La satire et l’humour caustique contre les responsables politiques était déjà la marque de fabrique du journal. Ce qui ne s’est pas fait sans problèmes. Ainsi, en 2000, Abdoulaye Tiemogo est arrêté après une plainte du Premier ministre Hama Amadou.
En 2002, alors que le Canard libéré est devenue Le Canard déchainé, rebelote. Abdoulaye Tiémogo est arrêté sur plainte dont il était la bête noire à savoir le puissant premier ministre Hama Amadou. Il est ainsi arrêté le 18 juin 2002 sur plainte de ce dernier pour « diffamation ». Il purge une peine de huit mois de prison.
Le 26 août 2008, le directeur de publication en fuite se réfugie au Burkina Faso, craignant pour sa vie après avoir dénoncé les manœuvres de Mamadou Tandja pour changer la Constitution afin de briguer un troisième mandat.
En 2009, il eut de nouveaux ennuis judiciaires et fut incarcéré à la prison de Ouallam sur ordre du pouvoir en place. Abdoulaye Tiémogo a par la suite été condamné le 18 août 2009 à trois mois de prison pour avoir selon l’accusation, « discrédité une décision de justice » en commentant sur une chaîne de télévision privée le mandat d’arrêt lancé par les autorités nigériennes contre l’ancien Premier ministre Hama Amadou.
En 2017, Abdoulaye Tiemogo, Fondateur, a cédé le journal à Garé Amadou qui en est devenu le directeur de publication.
D’années en années, le Canard déchainé à délaissé la satire au profit de l’investigation et les analyses sur la situation sociopolitique du Niger.
2022 a été l’année de la révolution pour le Canard Déchainé qui est entré de plain pied dans l’ère du numérique, en plus de garder la version papier. En effet, le journal est en ligne depuis 2022.